# Alionematichthys piger
Alionematichthys piger är en fiskart som först beskrevs av Alcock, 1890.  Alionematichthys piger ingår i släktet Alionematichthys och familjen Bythitidae. Inga underarter finns listade i Catalogue of Life.